# Panthera onca mesembrina
Panthera onca mesembrina és una subespècie extinta de jaguar que visqué a Nord i Sud-amèrica durant el Plistocè.

## Descripció
Legendra i Roth estudiaren la massa corporal de dos espècimens. S'estimà el pes del primer espècimen en 46,3 kg, i el pes del segon en 129,1 kg.

## Distribució dels fòssils
Se n'han trobat restes fòssils a Cueva del Mylodon (Xile), Piaui (Brasil) i tan al nord com el comtat d'Adams (Washington).